# Улица наде 413
Улица наде 413 (енгл. 413 Hope St.) је америчка драмска серија која је емитована на Фоксу, на јесен, 1997. године. Аутор серије је глумац / комичар Дејмон Вејанс.
Глумци су Ричард Рунтре, Џеси Мартин, Шари Хидли и Кели Парк.

## Локација
Радња серије се дешава у Њујорку. Директор предузећа, Фил Томас, покренуо је радњу у згради где је убијен његов син, тинејџер, након што је одбио да преда уличном разбојнику своје патике.
Теме које серија обухвата су зависност, ХИВ и сида, породични смештај деце, реинтеграција у друштво након затвора и бескућништво.
Серија је отказана након десет епизода, а последњи пут је емитована на Нову годину 1998.

## Улоге
| Глумац         | Улога            |
| -------------- | ---------------- |
| Шари Хидли     | Хуанита Харис    |
| Џеси Л. Мартин | Антонио Колинс   |
| Кели Парк      | Силвија Џенингс  |
| Мајкл Истон    | Ник Карингтон    |
| Стив Бера      | Квентин Џеферсон |
| Даун Стерн     | Анђелика Колинс  |
| Венсан Лареска | Карлос Мартинез  |
| Карим Принц    | Мелвин Тод       |
| Ричард Рунтре  | Филип Томас      |

## Епизоде
| Број | Наслов           | Редитељ         | Сценариста                               | Премијера           |
| ---- | ---------------- | --------------- | ---------------------------------------- | ------------------- |
| 1    | Пилот            | Ерик Ланувил    | Дејмон Вајанс & Дин Лори & Џанин Шерман  | 11. септембар 1997. |
| 2    | Очинство         | Ерик Ланувил    | Дин Лори                                 | 18. септембар 1997. |
| 3    | Боље место       | Такер Гејтс     | Такаши Буфорд                            | 25. септембар 1997. |
| 4    | Спасење          | Оскар Л. Косто  | Триш Судик & Реми Обушон & Такаши Буфорд | 16. октобар 1997.   |
| 5    | Откуцај срца     | Арвин Браун     | Катлин Макги-Андерсон                    | 23. октобар 1997.   |
| 6    | Злочини мржње    | Хелајн Хед      | Реми Обушон                              | 4. децембар 1997.   |
| 7    | Квентин иде кући | Ерик Ланувил    | Дин Лори                                 | 11. децембар 1997.  |
| 8    | Изгубљени момци  | Елин С. Пресман | Катлин Макги-Андерсон & Такаши Буфорд    | 18. децембар 1997.  |
| 9    | Дан захвалности  | Стивен Шо       | Џуди Маккрири                            | 25. децембар 1997.  |
| 10   | Пад              | Хелајн Хед      | Триш Судик & Реми Обушон                 | 1. јануар 1998.     |